# Rami Ibrahim
Rami Ibrahim Moursi Abdallah (in arabo رامى إبراهيم‎?; Alessandria d'Egitto, 6 febbraio 1988) è un cestista egiziano.

## Carriera
Con l'Egitto ha disputato i Campionati mondiali del 2014 e cinque edizioni dei Campionati africani (2009, 2011, 2013, 2015, 2017).